# Australotadorna alecwilsoni
Australotadorna alecwilsoni är en utdöd fågel i familjen änder inom ordningen andfåglar. Den beskrevs 2009 utifrån fossila lämningar från sen oligocen funna i Australien.